# グレート・セックス淫熟
『グレート・セ_クス_熟』（原題：Co-Ed Fever）は、1980年のアメリカ合衆国のハードコアポルノ。
原題の『Co-Ed Fever』は、1979年にアメリカのCBSで放映された男女共学を意味するアメリカのシットコム、学園ドラマ『Co-Ed Fever』のパロディと見られる。
女子学生グループの品行を正そうとする会長の横車をめぐり大騒動が起こる。
日本封切時の文献に「世界8大インサート女優が競艶！」と書かれたものがあり、日本で配給を行ったニューセレクトが考案したキャッチフレーズと見られ、その8人は以下の8人である。また男優では、ジョン・レスリーやジェイミー・ギリスなどの有名どころも出演している。

## キャスト
- アネット・ヘブン
- サマンサ・フォックス
- セレナ
- ジュリエット・アンダーソン
- ブルック・ウェスト
- リサ・デリュー
- ヴァネッサ・デル・リオ
- リサ・サッチャー

## スタッフ
- 監督：ロバート・マッカラム
- 製作：ハロルド・ライム
- 脚本：チャールズ・ウィラード
- 撮影：ロン・ガルシア
- 音楽：ロニー・ロマノヴィッチ